# Komsomol'skij rajon (Oblast' di Ivanovo)
Il Komsomol'skij rajon (in russo Комсомольский район?) è un rajon dell'Oblast' di Ivanovo, nella Russia europea; il capoluogo è Komsomol'sk. Istituito nel 1929, ricopre una superficie di 1.220 chilometri quadrati e nel 2010 ospitava una popolazione di circa 20.000 abitanti.